# Ed Pinckney
Edward Lewis Pinckney, detto Ed (Bronx, 27 marzo 1963), è un ex cestista e allenatore di pallacanestro statunitense, professionista nella NBA.

## Carriera
È stato selezionato dai Phoenix Suns al primo giro del Draft NBA 1985 (10ª scelta assoluta).
Con gli Stati Uniti ha disputato i Giochi panamericani di Caracas 1983 e le Universiadi di Edmonton 1983.

## Statistiche

### College
| Anno      | Squadra            | PG  | PT | MP   | TC%  | 3P% | TL%  | RP  | AP  | PRP | SP  | PP   |
| --------- | ------------------ | --- | -- | ---- | ---- | --- | ---- | --- | --- | --- | --- | ---- |
| 1981-1982 | Villanova Wildcats | 32  | -  | 33,8 | 64,0 | -   | 71,4 | 7,8 | 1,4 | 1,6 | 2,0 | 14,2 |
| 1982-1983 | Villanova Wildcats | 31  | -  | 33,2 | 56,8 | -   | 76,0 | 9,7 | 1,8 | 1,5 | 2,1 | 12,5 |
| 1983-1984 | Villanova Wildcats | 31  | -  | 34,5 | 60,4 | -   | 69,4 | 7,9 | 1,7 | 1,5 | 1,9 | 15,4 |
| 1984-1985 | Villanova Wildcats | 35  | -  | 33,9 | 60,0 | -   | 73,0 | 8,9 | 2,0 | 1,5 | 1,8 | 15,6 |
| Carriera  | Carriera           | 129 | -  | 33,8 | 60,4 | -   | 72,3 | 8,6 | 1,8 | 1,5 | 2,0 | 14,5 |

### NBA

#### Regular Season
| Anno      | Squadra            | PG  | PT  | MP   | TC%  | 3P% | TL%  | RP  | AP  | PRP | SP  | PP   |
| --------- | ------------------ | --- | --- | ---- | ---- | --- | ---- | --- | --- | --- | --- | ---- |
| 1985-1986 | Phoenix Suns       | 80  | 24  | 20,0 | 55,8 | -   | 67,3 | 3,9 | 1,1 | 0,9 | 0,5 | 8,5  |
| 1986-1987 | Phoenix Suns       | 80  | 65  | 28,1 | 58,4 | 0,0 | 73,9 | 7,3 | 1,5 | 1,1 | 0,7 | 10,5 |
| 1987-1988 | Sacramento Kings   | 79  | 7   | 14,9 | 52,2 | 0,0 | 74,7 | 2,9 | 0,8 | 0,5 | 0,4 | 6,2  |
| 1988-1989 | Sacramento Kings   | 51  | 24  | 26,2 | 50,2 | 0,0 | 80,1 | 5,9 | 1,5 | 1,1 | 0,8 | 12,3 |
| 1988-1989 | Boston Celtics     | 29  | 9   | 23,4 | 54,0 | -   | 79,8 | 5,1 | 1,5 | 1,0 | 0,8 | 10,1 |
| 1989-1990 | Boston Celtics     | 77  | 50  | 14,1 | 54,2 | 0,0 | 77,3 | 2,9 | 0,9 | 0,4 | 0,5 | 4,7  |
| 1990-1991 | Boston Celtics     | 70  | 16  | 16,6 | 53,9 | 0,0 | 89,7 | 4,9 | 0,6 | 0,9 | 0,6 | 5,2  |
| 1991-1992 | Boston Celtics     | 81  | 36  | 23,7 | 53,7 | 0,0 | 81,2 | 7,0 | 0,8 | 0,9 | 0,7 | 7,6  |
| 1992-1993 | Boston Celtics     | 7   | 5   | 21,6 | 41,7 | -   | 92,3 | 6,1 | 0,1 | 0,6 | 1,0 | 4,6  |
| 1993-1994 | Boston Celtics     | 76  | 35  | 20,1 | 52,2 | -   | 73,6 | 6,3 | 0,8 | 0,8 | 0,6 | 5,2  |
| 1994-1995 | Milwaukee Bucks    | 62  | 17  | 13,5 | 49,5 | -   | 71,0 | 3,4 | 0,3 | 0,5 | 0,3 | 2,3  |
| 1995-1996 | Toronto Raptors    | 47  | 24  | 21,9 | 50,2 | 0,0 | 75,8 | 6,0 | 1,1 | 0,7 | 0,4 | 7,0  |
| 1995-1996 | Philadelphia 76ers | 27  | 23  | 25,1 | 52,9 | -   | 76,4 | 6,5 | 0,8 | 1,2 | 0,4 | 5,6  |
| 1996-1997 | Miami Heat         | 27  | 0   | 10,1 | 53,5 | -   | 80,0 | 2,4 | 0,2 | 0,3 | 0,3 | 2,4  |
| Carriera  | Carriera           | 793 | 335 | 19,8 | 53,5 | 0,0 | 76,5 | 5,0 | 0,9 | 0,8 | 0,5 | 6,8  |

#### Playoffs
| Anno     | Squadra        | PG | PT | MP   | TC%  | 3P% | TL%  | RP  | AP  | PRP | SP  | PP  |
| -------- | -------------- | -- | -- | ---- | ---- | --- | ---- | --- | --- | --- | --- | --- |
| 1989     | Boston Celtics | 3  | 0  | 15,0 | 25,0 | -   | 100  | 1,7 | 0,3 | 0,3 | 0,3 | 2,7 |
| 1990     | Boston Celtics | 4  | 0  | 6,3  | 85,7 | -   | 77,8 | 1,5 | 0,0 | 0,0 | 0,0 | 4,8 |
| 1991     | Boston Celtics | 11 | 0  | 15,5 | 76,2 | -   | 81,0 | 3,6 | 0,2 | 0,5 | 0,2 | 4,5 |
| 1992     | Boston Celtics | 10 | 8  | 31,4 | 60,3 | 0,0 | 83,9 | 8,4 | 0,7 | 1,2 | 0,9 | 9,6 |
| 1997     | Miami Heat     | 2  | 0  | 3,0  | 66,7 | -   | -    | 0,0 | 0,5 | 0,0 | 0,0 | 2,0 |
| Carriera | Carriera       | 30 | 8  | 18,7 | 61,4 | 0,0 | 82,5 | 4,5 | 0,4 | 0,6 | 0,4 | 5,9 |

## Palmarès

### Giocatore
- McDonald's All-American Game (1981)
- Campione NCAA (1985)
- NCAA Final Four Most Outstanding Player (1985)